# ActivityPub
ActivityPub to protokół i otwarty standard używany przez zdecentralizowane serwisy społecznościowe. Opiera się na interfejsie API typu klient-serwer (C2S) do tworzenia i modyfikowania treści, a także protokole typu serwer-serwer (S2S) do dostarczania powiadomień i treści do innych serwerów.  ActivityPub stał się głównym standardem używanym w tak zwanym fediwersum, czyli popularnej sieci społecznościowej, składającej się z oprogramowania takiego jak Mastodon, Pixelfed i PeerTube. Ta możliwość łączenia niezależnych serwisów w jedną sieć, zwana federacją, odróżnia ActivityPub od zcentralizowanych mediów społecznościowych typu Facebook, Instagram.
Standard ten został po raz pierwszy opublikowany w styczniu 2018 r. jako rekomendacja World Wide Web Consortium (W3C) przez Social Web Working Group (SocialWG), grupę roboczą powołaną do tworzenia protokołów i standardów funkcjonowania sieci społecznościowych.  Niedługo potem dalszy rozwój przeniesiono do Social Web Community Group (SocialCG), następcy SocialWG.